# Bryconamericus stramineus

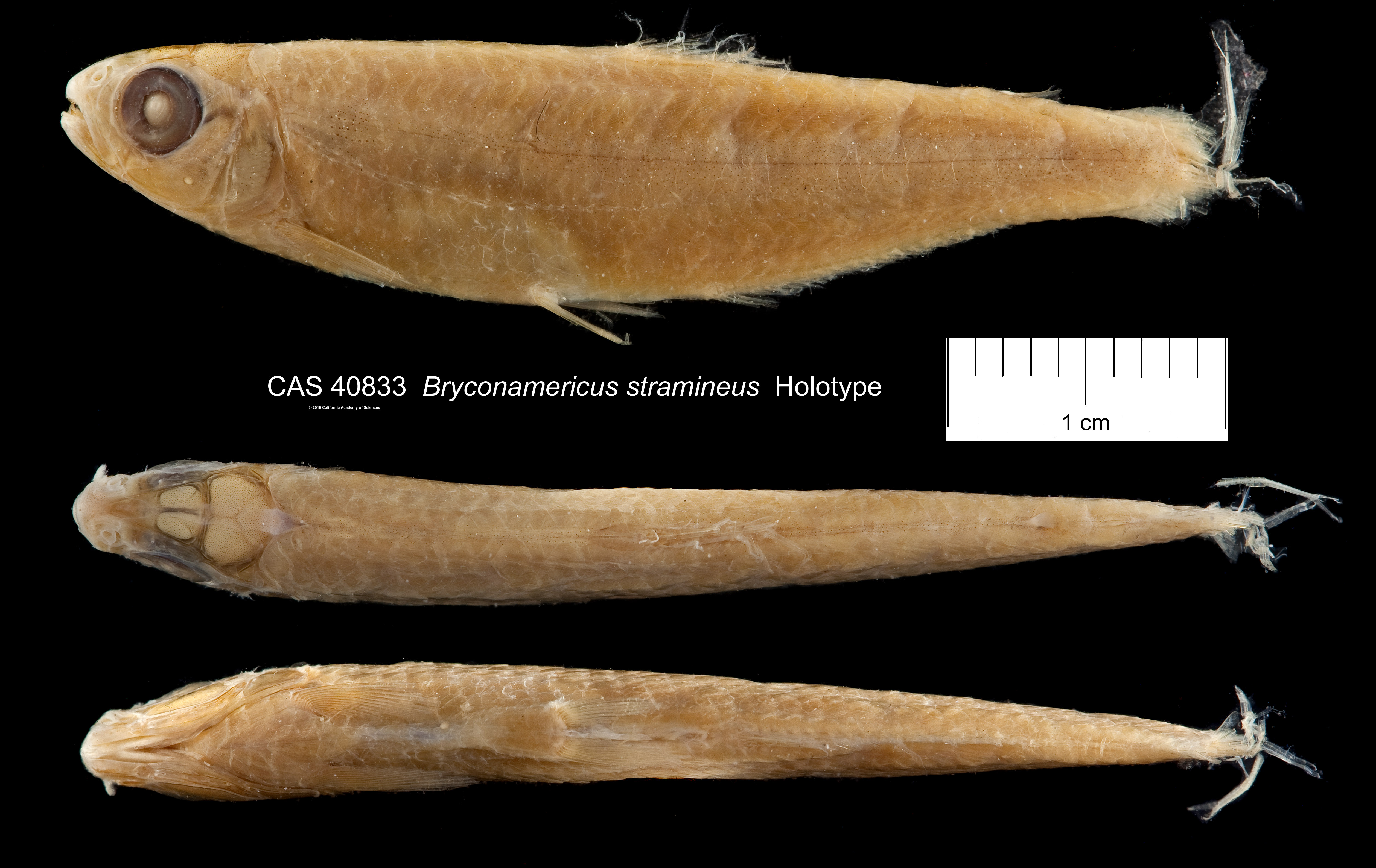
Espècimens de Bryconamericus stramineus.

Bryconamericus stramineus és una espècie de peix de la família dels caràcids i de l'ordre dels caraciformes. Adult, pot assolir 11,4 cm de llargària total i 19,9 g de pes. Viu en zones de clima subtropical entre 22 °C - 26 °C de temperatura.
Es troba a Sud-amèrica, a les conques dels rius Uruguai (Brasil), La Plata i São Francisco.